# Euphorbia soongarica
Euphorbia soongarica är en törelväxtart som beskrevs av Pierre Edmond Boissier. Euphorbia soongarica ingår i släktet törlar, och familjen törelväxter. Inga underarter finns listade i Catalogue of Life.